# 26 ذو القعدة
- السبت
- الأحد
- الاثنين
- الثلاثاء
- الأربعاء
- الخميس
- الجمعة

- 2826 أبريل 2025
- 2927 أبريل 2025
- 3028 أبريل 2025
- 129 أبريل 2025
- 230 أبريل 2025
- 31 مايو 2025
- 42 مايو 2025
- 53 مايو 2025
- 64 مايو 2025
- 75 مايو 2025
- 86 مايو 2025
- 97 مايو 2025
- 108 مايو 2025
- 119 مايو 2025
- 1210 مايو 2025
- 1311 مايو 2025
- 1412 مايو 2025
- 1513 مايو 2025
- 1614 مايو 2025
- 1715 مايو 2025
- 1816 مايو 2025
- 1917 مايو 2025
- 2018 مايو 2025
- 2119 مايو 2025
- 2220 مايو 2025
- 2321 مايو 2025
- 2422 مايو 2025
- 2523 مايو 2025
- 2624 مايو 2025
- 2725 مايو 2025
- 2826 مايو 2025
- 2927 مايو 2025
- 128 مايو 2025
- 229 مايو 2025
- 330 مايو 2025

26 ذو القعدة أو 26 ذو القعدة الحرام أو يوم 26 \ 11 (اليوم السادس والعشرون من الشهر الحادي عشر) هو اليوم الحادي والعشرون بعد الثلاثمائة (321) من أيَّام السنة (أو الثاني والعشرون بعد الثلاثمائة لو كان شهر رمضان مُتممًا لليوم الثلاثين أو الثالث والعشرون بعد الثلاثمائة لو أتم كلاً من صفر وربيع الآخر وجمادى الآخرة وشعبان ورمضان ثلاثين يوماً) وفق التقويم الهجري القمري (العربي). يبقى بعده 33 أو 34 يومًا لانتهاء السنة.

## أحداث
- 999هـ - الدولة العثمانية تعقد معاهدة مع بولونيا نصت على تبعية بولونيا (ولتوانيا) للدولة العثمانية، وأن تسدد بولونيا ربع مليون ليرة ذهبية سنويًا إلى إستانبول، وأن تتبع بولونيا سياسة خارجية متوافقة مع السياسة الخارجية العثمانية.
- 1254هـ - السلطان العثماني محمود الثاني يفتتح «مكتب معارف عدلية» الذي يعد النواة التي نشأت عليها كلية الاقتصاد والعلوم السياسية في تركيا.
- 1322هـ - مظاهرات صاخبة ودامية في روسيا ضد القيصر نيقولا الثاني، عرفت بالأحد الدامي لكثرة ما وقع فيه من قتلى، وقد جاءت بعد فتح حرس قصر القيصر نيقولا النار على عمال كانوا متوجهين لتقديم عريضة طلبات إلى القيصر، فسقط حوالي 70 قتيلا وجرح 200 شخص.
- 1338هـ -
  - الدولة العثمانية توقع معاهدة سيفر مع الحلفاء بعد هزيمتها في الحرب العالمية الأولى واحتلال معظم أراضيها، وسلخت هذه المعاهدة معظم أراضي وأملاك الدولة العثمانية في أوروبا وآسيا وأفريقيا، وقلصت قواتها العسكرية إلى أقصى حد ممكن، وكان من نتائجها المباشرة سقوط هيبة الخلافة العثمانية، وكانت الضربة قبل الأخيرة في إلغائها.
  - الحكومة التركية تلغي سيادتها على فلسطين وتعترف بالانتداب البريطاني عليها.
- 1343هـ - توقيع بروتوكول جنيف الخاص بحظر استخدام الأسلحة الكيماوية والبكتيرية، ويرجع أول استخدام لهذه الأسلحة إلى أبريل 1915 عندما استخدمها الألمان في الجبهة الفرنسية أثناء الحرب العالمية الأولى، حيث قتل في تلك الحرب حوالي 100 ألف جندي بسبب هذه الأسلحة، وأثار هذا الاستخدام فزعا عالميا أدى إلى التوقيع على هذا البروتوكول.
- 1371هـ - المحكمة العسكرية العليا في مصر تعقد أولى جلساتها بالقاهرة منذ قيام الثورة لمواصلة النظر في قضية حريق القاهرة.
- 1382هـ - تأسيس جمعية الكرد في لبنان.
- 1402هـ - اغتيال رئيس الجمهورية اللبنانية المنتخب بشير الجميل وذلك قبل تسلمه لمهامة بأيام.
- 1407هـ - إطلاق النار على رسام الكاركتير الفلسطيني ناجي العلي بوجهه في لندن.
- 1414هـ - إليزابيث الثانية ملكة بريطانيا والرئيس الفرنسي يدشنان نفق المانش الذي يربط بين البلدين أسفل بحر المانش، ويعتبر الفرنسيون هذا النفق هو «مبنى القرن في فرنسا».
- 1421هـ - انهيار سوق المال التركي بعد تصريح رئيس وزراء تركيا، بولنت أجاويد، ووصفه الأزمة الاقتصادية بالخطيرة.
- 1426هـ - افتتاح البرلمان العربي الانتقالي بالقاهرة بحضور أعضائه الذين يمثلون الدول العربية وعددها 88 عضوًا. وكانت الدول العربية اتفقت على إنشاء البرلمان العربي الانتقالي في آخر قمة عقدتها في مارس 2005 بالجزائر. وقد اختيرت سوريا مقرًّا دائمًا للبرلمان العربي، وبعد الدورة الأولى له، ومدتها 5 سنوات، سيصبح برلمانًا دائمًا.
- 1432هـ -
  - المجلس الوطني الانتقالي يعلن عن تحرير ليبيا من نظام العقيد معمر القذافي.
  - إجراء انتخابات المجلس الوطني التأسيسي التونسي وسط إقبال كبير، وهو المجلس الذي سيكلف بوضع دستور جديد بعد الثورة وإسقاط حكم زين العابدين بن علي.
- 1437هـ - وقوع تفجير انتحاري، تبناه تنظيم الدولة الإسلامية (داعش)، قرب معسكر للتجنيد تابع للجيش اليمني بمدينة عدن يسفر عن مقتل 71 شخصاً.
- 1439هـ -
  - مقتل 50 شخصًا على الأقل -غالبيتهم من الأطفال- جرّاء قصف قوات التحالف بقيادة السعودية لحافلة أطفال في منطقة ضحيان بمحافظة صعدة في اليمن.
  - زلزال ثالث بقوة 5.9 ريختر يضرب جزيرة لومبوك، ويخلف 319 قتيلا بعد سابقه الذي حدث قبل 3 أيام.

## مواليد
- 1286هـ - داود حسني، مغني وملحن مصري.
- 1309هـ - سليمان نجيب، ممثل مصري.
- 1351هـ - أبو الحسن بني صدر، رئيس إيران.
- 1370هـ - وجنات الرهبيني، ممثلة سعودية.
- 1386هـ - محسن الرملي، كاتب عراقي.
- 1388هـ - أحلام، مغنية إماراتية.
- 1393هـ - بيتر سمعان، ممثل لبناني.
- 1398هـ - سوزان سكاف، ممثلة سورية.
- 1395هـ - رضا تكر، لاعب كرة قدم سعودي.

## وفيات
- 536 هـ - ابن السمرقندي، عالم مسلم وراوي حديث.
- 728 هـ - ابن تيمية، شيخ الإسلام ومجدد عصره.
- 1358 هـ - محمد مهدي الكيشوان، فقيه مسلم ومؤلف عراقي.
- 1370 هـ - عبد الحميد الجابري، فقيه مسلم وشاعر وكاتب سوري.
- 1377 هـ - أحمد محمد شاكر، إمام محدث مصري.
- 1398 هـ - عبد العزيز الميمني الراجكوتي، أحد أعلام الثقافة العربية.
- 1402 هـ - بشير الجميل، رئيس الجمهورية اللبنانية المنتخب.
- 1427 هـ -
  - ماجدة الخطيب، ممثلة مصرية.
  - عبد الأمير الجمري، رجل دين شيعي بحريني.
- 1429 هـ - مصطفى مصباح زادة، حقوقي وعالم الاقتصاد وصحفي إيراني.
- 1431 هـ - عبد الغني قستي، صحفي وشاعر سعودي.
- 1434 هـ - عبد الكريم الفيلالي، مؤرخ مغربي.
- 1446 هـ - السيد سعيد، قارئ قرآن مصري.

## وصلات خارجية
- موقع قصة الإسلام: حدث في شهر ذو القعدة.